# 陳照奎
陳照奎（1927年—1981年5月7日），河南省焦作市溫縣陳家溝村人，中國武術家，為陳氏太極拳第十代傳人。陳發科之子。

## 生平
河南溫縣陳家溝村人，自幼隨父親陳發科移居北京，並隨父習拳。
1961年，陳照奎應上海市体育宫主任顾留馨（亦是陳發科之弟子）之邀，至上海市教授陳氏太極拳，約有五年之久。期間協助校訂顾留馨和沈家楨合著的《陈式太极拳》一書。
1966年文革爆發之後，陳照奎返回北京，許多太極拳愛好者慕名而來求學，於是暗中教拳。1970年代，在堂兄陳照丕去世之後，幾度赴陳家溝村教拳，當時的學生包括陳小旺、陳正雷、王西安、朱天才等人。1974年至1981年間，他應张志俊之邀，數度到鄭州市的张志俊家中开班授拳。
1981年5月7日，因突发脑溢血，於焦作市逝世。